# Limonium bellidifolium
Limonium bellidifolium är en triftväxtart som först beskrevs av Antoine Gouan, och fick sitt nu gällande namn av Barthélemy Charles Joseph Dumortier. Limonium bellidifolium ingår i släktet rispar, och familjen triftväxter. Inga underarter finns listade i Catalogue of Life.

## Bildgalleri

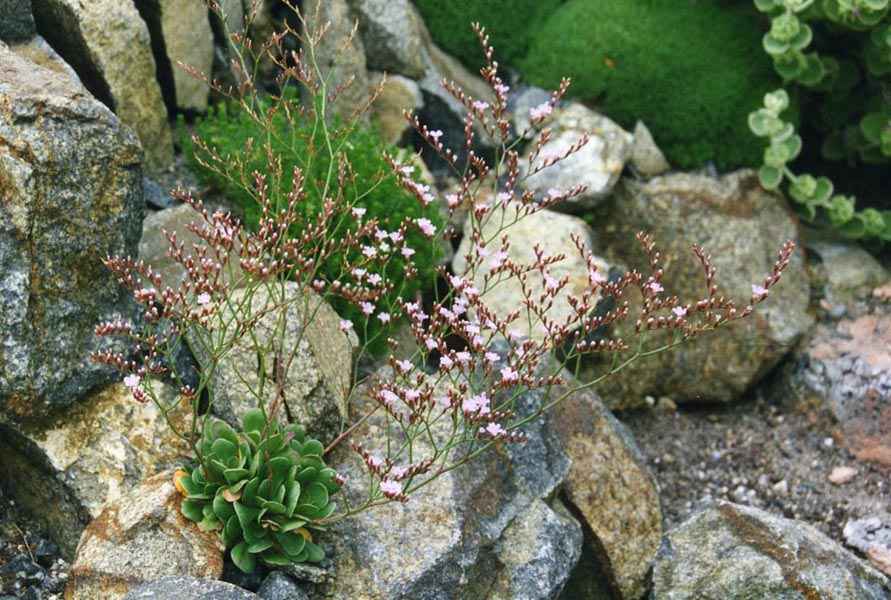